# Amanita proxima
Amanita proxima Dumée, 1916 è un fungo basidiomicete della famiglia delle Amanitaceae.

## Etimologia
Dal latino proximus = vicino.

## Descrizione della specie

### Cappello
Da 5 a 10 cm di diametro, prima emisferico infine spianato.
Cuticolada bianco sporco ad avorio, liscia, opaca, sericea, con lembi di velo grigio-brunastri
Margineappendicolato

### Lamelle
Alte 8–12 mm, numerose, sottili, libere, di colore bianco crema con riflessi rosati.

### Gambo
6-10 x 1–2 cm, cilindrico, solido, squamoso, attenuato all'apice, da clavato a bulboso alla base, con bulbo radicante, da bianco a color crema, con sfumature rossastre.

### Anello
Persistente, membranaceo, ampio superiormente striato di colore crema con riflessi rosati.

### Volva
Interrata e con i lembi liberi, di colore da ocra-arancio a rossastro.

### Carne
Bianca, immutabile.
- Odore: indefinito.

### Caratteri microscopici
Spore8-12 x 5-9 µm, bianche in massa, ellittiche, amiloidi .
Giunti a fibbiaassenti.

## Distribuzione e habitat
Fungo simbionte associato a querce e conifere, generalmente termofilo, fruttifica in autunno, preferendo macchie in aree sabbiose e calcaree. Cresce nella macchia mediterranea.

## Commestibilità
Tossico.

A causa della presenza di norleucina, se ingerito il fungo provoca la sindrome norleucinica, che comporta danni renali reversibili.
Gli avvelenamenti da questo fungo danno sintomi molto simili a quelli registrati per l'Amanita smithiana.

## Tassonomia

### Sinonimi e binomi obsoleti
- Amanita ovoidea var. proxima (Dumée) Bon & Courtec., Docums Mycol. 18(no. 69): 37 (1987).[1]

### Specie simili
- Amanita ovoidea, che si distingue da A. proxima per la volva bianca e l'anello fioccoso ed evanescente.
- Amanita neoovoidea Hongo.[2]